# Agramonteses
Los agramonteses fueron los partidarios del antiguo bando nobiliario de los Agramont. Este linaje del reino de Navarra aparece por primera vez a comienzos del siglo XII con Sancho VII el Fuerte. Fueron rivales de los beamonteses, llevando tanto unos como otros a la guerra civil de Navarra cuando se produjo el conflicto sucesorio tras la muerte de la reina Blanca I de Navarra en 1441 entre el futuro Juan II de Aragón, rey consorte de Navarra, y su hijo Carlos de Viana. Los agramonteses apoyaron a Juan II, que tras la muerte de su hermano Alfonso el Magnánimo, asumió la Corona de Aragón con tal título. Cuando Juan II en su conflicto con Carlos de Viana decidió despojarle de sus derechos reales y sucesorios en favor de su hermana Leonor, casada con Gastón de Foix, los agramontenses se mantuvieron fieles a los intereses de la Casa de Foix y Albret. Sin embargo, años después, los beamonteses apoyaron a Fernando el Católico, hijo de Juan II, en la conquista de Navarra contra los agramonteses.
Tanto los agramonteses como los beamonteses mantenían alianzas con los llamados Parientes Mayores, especialmente los considerados banderizos que protagonizaron las guerras de bandos en territorios históricos vascos y cántabros. Los agramonteses se alinearon con los gamboínos y los beamonteses con los oñacinos.

## Historia
Tras el belicoso y ruinoso reinado de Carlos II de Navarra (1343-1387), el reinado de Carlos III de Navarra (1387-1425) constituyó, según Jaume Vicens Vives, «una etapa de provechosa restauración del país». Sin embargo, no pudo acabar con la división que existía entre la Montaña pirenaica, habitada por gentes que se dedicaban fundamentalmente al pastoreo y a la explotación de los bosques, que conservaban el vascuence  y que se consideraban a sí mismos como los fundadores del reino lo que les daba a derecho a gobernarlo, y el Llano que se extendía hacia el Ebro, una zona mucho más rica dedicada a la agricultura, que contaba con las principales villas (Tudela, Estella, Corella, Viana, Cascante, Cabanillas, Cortes, Tafalla y Olite), que tenía con una población mudéjar recluida en las aljamas y que estaba abierta a la influencia de Aragón y de Castilla.
Durante el reinado de Carlos el Noble surgió la rivalidad entre las dos grandes casas nobiliarias de los agramonteses y de los beaumonteses que se enmarcaba en la división entre la Montaña y el Llano, pues mientras los beaumonteses tenían sus principales apoyos en la Navarra pirenaica, los agramonteses los tenían en el Llano (merindades de Estella, de Olite y de Tudela). Estos tenían su origen en Leonel, hijo bastardo de Carlos II de Navarra, a quien Carlos III de Navarra le concedió posesiones en la Ribera del Ebro y le otorgó diversos honores en la gobernación del reino. El hijo de Leonel, Felipe, fue nombrado mariscal del reino en 1428. A su muerte en 1450 le sucedió al frente de los agramonteses su hijo Pedro de Navarra y su tío materno Pierres de Peralta, «personaje de una energía invencible, uno de los caudillos más singulares del siglo XV hispano», en palabras de Jaume Vicens Vives.
Los agramonteses en todo momento apoyaron al poder que ostentaba la corona, primero a Juan II y después a los reyes Catalina de Foix y Juan de Albret.
Fernando el Católico, aprovechando esta guerra y su alianza con los beamonteses conquistó el Reino de Navarra en 1512. Gracias a la colaboración de los beamonteses, la conquista se realizó en relativamente poco tiempo. Tras la conquista los navarros agramonteses, como es lógico, fueron los que más sufrieron la represión.
Dentro de las contradicciones de esta guerra estaba que Fernando II el Católico, regente de Castilla tras la muerte de Isabel I, era hijo de Juan II (el rey que habían apoyado) y de su segundo matrimonio con Juana Enríquez. Otra de estas contradicciones es que los que inicialmente lucharon por un rey aragonés posteriormente fueron los que más lucharon por mantener la independencia del Reino. Una tercera es que Fernando, Rey de Aragón, cedió Navarra al Reino de Castilla.
Posteriormente hubo tres intentos de reconquistar el reino por parte de los agramonteses con apoyo de los franceses. En 1512, en 1516 y en 1521, aunque, sobre todo en el último intento, también hubo una amplia participación de beamonteses.
En la de 1516 fue apresado el líder de los agramonteses, el Mariscal Pedro de Navarra en el Roncal. Fue encerrado primero en Atienza y posteriormente en Simancas. En este último lugar apareció el 24 de noviembre de 1522 sin vida, apuñalado.
En la de 1521, las tropas navarras agramontesas aliadas con francesas contaron con la colaboración de la población beamontesa, como en el caso de Pamplona, donde se sublevaron. Se consiguió la liberación de la totalidad del Reino de Navarra. Más tarde en la batalla de Noáin, junto a Pamplona, los castellanos volvieron a hacerse con el control del reino. Aún hubo puntos de resistencia (Castillo de Maya hasta el 19 de julio de 1522 y Fuenterrabía hasta abril de 1524).
También se ocupó la Baja Navarra aunque sin asentarse del todo. En 1528, Carlos I renunció oficialmente a la Baja Navarra.